# Österslöv gamla prästgård

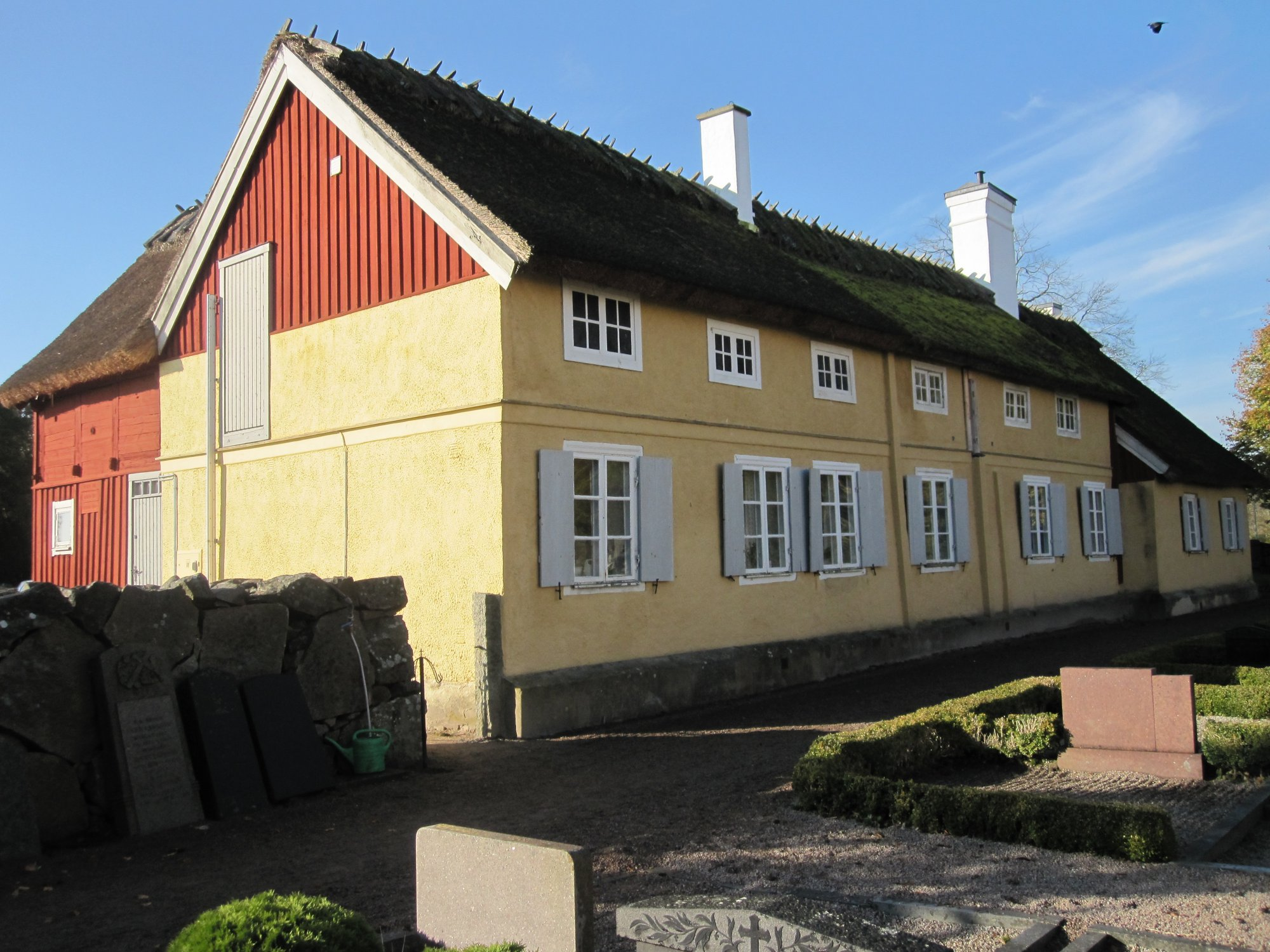
Östra sidan mot kyrkogården 2011.

Österslövs gamla prästgård vid Österslövs kyrka i Österslövs socken i Kristianstads kommun är en av Sveriges äldsta bevarade prästgårdar och den äldsta bevarade prästgården i Skåne. Österslövs gamla prästgård är byggnadsminne sedan den 22 juni 1981.

## Historia
Troligtvis uppfördes prästgården i slutet av 1600-talet. Det finns en inskription, LCB:PID 1695, ovanför en dörr på husets framsida, uttytt som gällande för kyrkoherden i församlingen från 1674, den danskfödde prosten Laurentius Christophersen och hans hustru Pernilla Jörgensdotter. Årtalet 1695 anger möjligen byggåret. Gården är uppförd i korsvirke, som är rödmålat mot gårdssidan och gulputsat mot den angränsande kyrkogården. Intill prästgårdslängan finns ett mindre hus, Hjortska huset, från tidigt 1800-tal, samt fem fridlysta idegranar av ansenlig storlek och ålder. 
Byggnaden var prästgård fram till 1921. Byggnaden har från början utgjort den norra längan i en sluten, fyrkantig skånegård. Taket är ett klassiskt skånskt halmtak. I ett rum på ovanvåningen finns väggmålningar från 1600- eller kanske 1700-talet bevarade. Genom åren har diverse rivningar, om- och tillbyggnader skett. De västra och östra längorna revs 1921 och den södra längan revs så sent som 1981.